# Васт
Васт је вертикални интернет претраживач, првенствено намењен претрази интернет огласа (аутомобила, понуда послова и личних огласа). Васт је основан 2005. у Сан Франциску, САД, са великим развојним тимом у Београду.